# Ролльман, Вильгельм
Вильгельм Ролльман (нем. Wilhelm Rollmann; 5 августа 1907, Вильгельмсхафен — 5 ноября 1943, Южная Атлантика) — немецкий офицер-подводник, капитан 2-го ранга (1 ноября 1943 года).

## Биография
12 октября 1926 года поступил на флот кадетом. 1 октября 1930 года произведён в лейтенанты. Служил на легком крейсере «Карлсруэ». В мае 1937 года переведён в подводный флот.

## Вторая мировая война
С 26 октября 1938 по 28 сентября 1940 года командовал подлодкой U-34, на которой совершил 7 походов (проведя в море в общей сложности 190 суток).
Кроме торговых судов, Ролльман потопил британский эсминец «Уирлвинд» и подводную лодку «Спирфиш».
13 июля 1940 года награждён Рыцарским крестом Железного креста.
С сентября 1940 года служил инструктором 2-й подводной учебной дивизии.
26 января 1943 года назначен командиром подлодки U-847, а 20 февраля 1943 года — подлодки U-848 (Тип IX D2).
На ней вышел в первый поход, и через 49 дней после его начала лодка Ролльмана была потоплена американской авиацией.
Всего за время военных действий Ролльман потопил 25 судов общим водоизмещением 103 884 брт.